# 星皓娛樂
星皓娛樂於2000年8月成立。
2010年，集團進軍音樂界，首位於星皓推出唱片的是傅穎，其唱片《Metamorphosis》於2010年12月17日發行。

## 現有藝人
- 羅子溢

## 已解約或滿約藝人
- 李蘢怡
- 傅穎
- 張雁名
- 張洛君
- 劉心悠
- 梁雨恩
- 馬賽
- 譚俊彥
- 梁詠琪
- 江芷妮

## 電影
- 小Q（2019）
- 征途（2020）
- 西遊記之再世妖王（2021，動畫電影）
- 搜救（2022）

## 外部連結
- 香港影庫上《星皓娛樂》的資料（繁體中文）
- 香港影庫上《星皓電影》的資料（繁體中文）
- 星皓影業 （页面存档备份，存于）